# 다카요코스카촌
다카요코스카촌(高横須賀村)은 일본 아이치현 지타군에 설치되었던 촌이다. 현재의 도카이시의 남부에 해당한다.